# Penna in Teverina
Penna in Teverina là một đô thị ở tỉnh Terni trong vùng Umbria của Ý, có cự ly khoảng 70 km về phía nam của Perugia và khoảng 25 km về phía tây nam của Terni. Tại thời điểm ngày 31 tháng 12 năm 2004, đô thị này có dân số 1.070 người và diện tích là 10,0 km².
Penna in Teverina giáp các đô thị: Amelia, Giove, Orte.